# غوستافو رويز دياز
غوستافو رويز دياز (بالإسبانية: Gustavo Ruiz Díaz)‏ (26 سبتمبر 1981 بكونكورديا، انتري ريوس في الأرجنتين - ) هو لاعب كرة قدم أرجنتيني في مركز الوسط. لعب مع لوس أنديس ونادي إيميلك وClub Atlético Brown ‏ وClub Comunicaciones ‏.

## وصلات خارجية
- غوستافو رويز دياز على موقع قاعدة بيانات كرة القدم.إي يو (الإنجليزية)